# Henry Jacob Bigelow
Pour les articles homonymes, voir Bigelow.
Henry Jacob Bigelow (né le 11 mars 1818 à Boston et mort le 30 octobre 1890) est un chirurgien orthopédique et professeur américain à l'université Harvard. Il se rend célèbre pour sa description de l'articulation coxo-fémorale (dont un des ligaments porte son nom) et pour sa technique de traitement des lithiases rénales. Il est aussi un ardent opposant à la vivisection.

## Biographie
Fils de Jacob Bigelow III (1787-1879), médecin et premier professeur de materia medica à la faculté de médecine de Harvard, et de Mary Scollay, Henry Jacob Bigelow est l'aîné de 5 enfants. Il commence son éducation dans une école privée puis devient l'élève de Frederick Leverett (1803-1836) à l'école publique latine de Boston, avant de le suivre dans sa propre école privée,.
En 1833, il s'inscrit à l'université Harvard à l'âge de quinze ans, où il se passionne pour la chimie et participe aux soirées au gaz hilarant le week-end. Il en sort diplômé en 1837. Il étudie ensuite au Dartmouth College où il aura comme condisciple Oliver Wendell Holmes. En 1839, il se rend à Cuba à cause de symptômes pulmonaires, puis repart avec son ami d'enfance, le Dr Cabot, et continue son voyage et ses études en Europe. Il revient ensuite brièvement à Harvard pour y recevoir son diplôme de médecine en 1841, puis retourne en Europe,.
À Paris, il découvre le microscope et se passionne pour son usage en pathologie chirurgicale. Il effectue des allers-retours entre Paris et Londres pour assister aux cours de James Paget. Il devient également l'élève du Dr Pierre-Charles Alexandre Louis.
Il rentre à Boston en 1844 où il commence sa pratique chirurgicale en tant qu'instructeur à la faculté de médecine Tremont, qui fusionnera plus tard avec celle de l'université Harvard. La même année, il reçoit le prestigieux prix Boylston pour son essai In what cases, and to what extent, is the division of muscles and tendons, or other parts, proper for the relief of deformity or lameness? publié dans le Manual of Orthopedic Surgery,.
En 1845, il est nommé président de la Boylston Medical Society. Durant la même période, Bigelow et son collègue Henry Bryant créent une institution caritative de chirurgie dans le sous-sol de la First Church à Chauncy Place, en ayant pour objectif de prendre en charge et d'opérer des patients gratuitement.

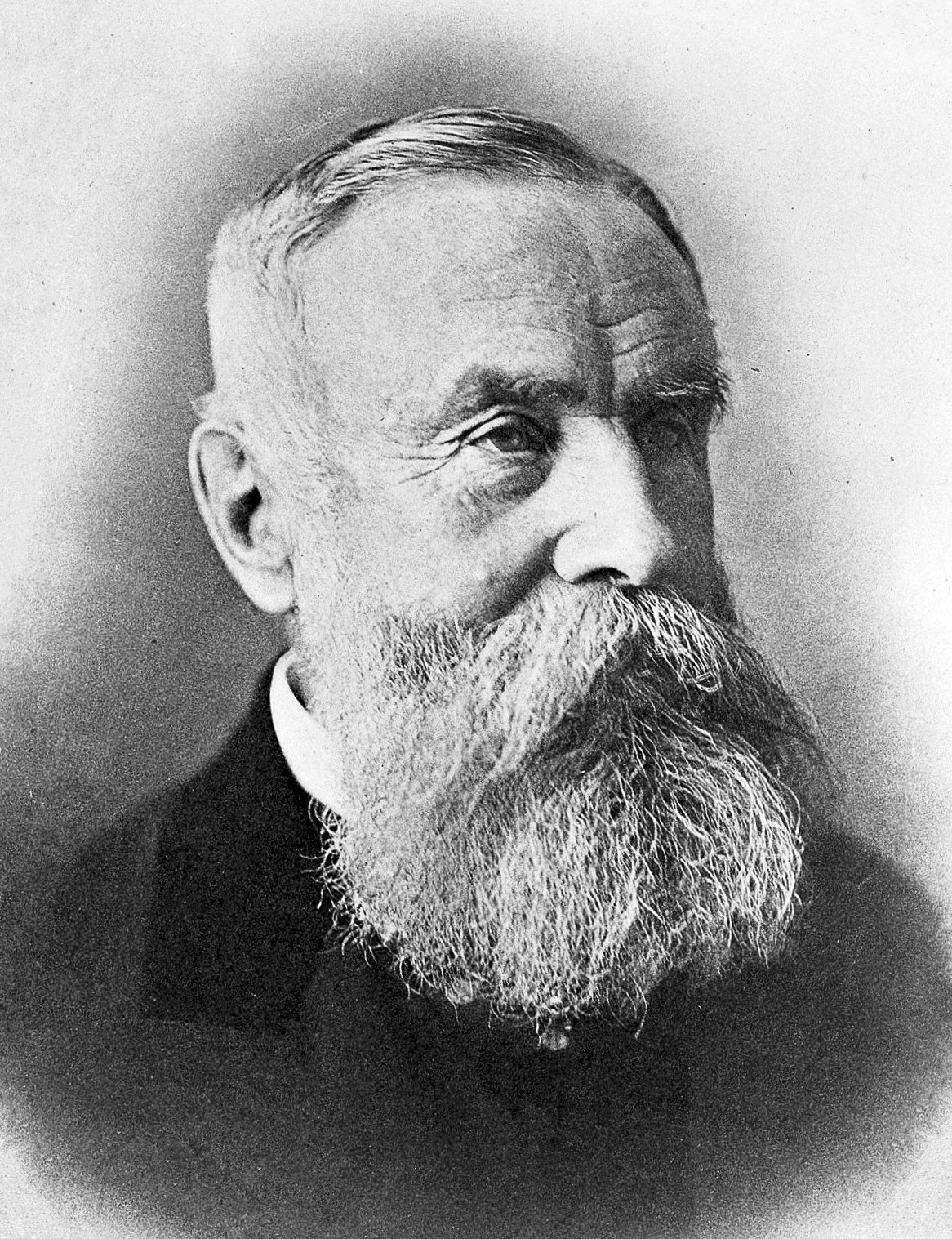
Henry Jacob Bigelow, 1888

Il est nommé en janvier 1846 chirurgien au Massachusetts General Hospital. Deux ans plus tard, il est nommé à la présidence de la section chirurgie à la faculté de médecine Harvard,,. En 1847, il épouse Susan Sturgis qui décédera en 1853, lui laissant un fils de 3 ans, William Sturgis Bigelow, qui sortira à son tour diplômé de médecine de l'université Harvard.
En 1849, à l'âge de 31 ans, Bigelow est nommé professeur de chirurgie à la faculté de médecine Harvard. Puis, après la nomination de Charles William Eliot à la présidence d'Harvard en 1869, Bigelow s'oppose fermement à la fusion de la faculté de médecine avec le reste de l'université, provoquant un conflit politique entre les deux qui durera une quinzaine d'années. Il finira par quitter son poste en 1882, et continuera sa pratique privée jusqu'en 1886.
À côté de sa carrière de médecin, Bigelow était un passionné d'art malgré son daltonisme, pratiquait le cor d'harmonie et fut le parrain du Boston Symphony concerts.

## Travaux
Tout le long de sa carrière, Bigelow contribua à l'avancée de l'orthopédie et de la médecine en règle générale, notamment en donnant des descriptions de fractures et luxations, en reportant de nouveaux cas, et en résumant les techniques et instruments qu'il utilisait lors de ses opérations.
Il est connu pour sa description détaillée du ligament ilio-fémoral, qui porte aujourd'hui son nom, et pour sa manœuvre de réduction des luxations de hanche, portant elle aussi aujourd'hui son nom. Il est par ailleurs reconnu pour son apport sur la lithotritie.
Bigelow fut également le premier à promouvoir dans un journal l'utilisation de l'anesthésie générale en chirurgie, avec un article nommé Insensibility During Surgical Operations Produced by Inhalation, publié dans le Boston Medical and Surgical Journal (qui deviendra le NEJM). Cet article marqua un tournant majeur dans l'histoire de la chirurgie. Sur ses 34 premières publications mentionnées dans son mémoire, 13 concernaient des techniques d'anesthésie. Il dira "Les deux plus grands fléaux de la vie sont l'ignorance et la douleur".
Dans ses premières années à Harvard, Bigelow testa à plusieurs reprises des préparations à base de protoxyde d'azote sur lui et ses pairs. En 1844, il s'y intéressa à nouveau et en avril 1848, fit sa première opération, une excision mammaire, en l'utilisant comme anesthésiant.
Son article sur les travaux du docteur Harlow à propos de Phineas Gage (« Dr. Harlow's case of Recovery from the passage of an Iron Bar through the Head », American Journal of the Medical Sciences, 20:13-22, 1850) leva tous les doutes quant à la véracité de l'affaire.

## Sources
- (en) Ira M. Rutkow, The History of Surgery in the United States, 1775-1900, San Francisco, Norman Publishing, 1988 (ISBN 978-0-930405-02-1, LCCN 87062662, lire en ligne)
- (en) Thomas Francis Harrington et James Gregory Mumford (éditeur), The Harvard Medical School : A History, Narrative and Documentary. 1782-1905, Lewis Publishing Company, 1905 (lire en ligne), p. 835,853,858